# Formula Regional Americas Championship 2022
Die Formula Regional Americas Championship 2022 (offiziell Formula Regional Americas Championship powered by Honda 2022) war die fünfte Saison der Formula Regional Americas Championship als FIA-zertifizierte Formel-Regional-Rennserie. Es gab 18 Rennen in den Vereinigten Staaten. Die Saison begann am 9. April in Avondale und endete am 4. November in Austin.

## Teams und Fahrer
Alle Teams und Fahrer verwendeten das Ligier-Chassis JS F3, einen aufgeladenen HPD 2,0-Liter K20C1-Motor von Honda und Reifen von Hankook. dss
| Team                        | Auto # | Fahrer             | Rennwochenende | Quelle |
| --------------------------- | ------ | ------------------ | -------------- | ------ |
| Jensen Global Advisors      | 02     | Oliver Westling    | 5–6            | [ 3 ]  |
| IGY6 Motorsports            | 03     | Hayden Bowlsbey    | 1–3, 5–6       | [ 4 ]  |
| Doran-Kroll Racing          | 08     | Alex Kirby         | 1–4            | [ 5 ]  |
| Doran-Kroll Racing          | 95     | Marco Kacic        | 1–3            | [ 5 ]  |
| Doran-Kroll Racing          | 96     | Athreya Ramanan    | 3–4            | [ 6 ]  |
| Velocity Racing Development | 10     | Rodrigo Gutiérrez  | 1–2, 4–5       | [ 5 ]  |
| Velocity Racing Development | 22     | Nico Christodoulou | 1–2            | [ 5 ]  |
| Crosslink Kiwi Motorsport   | 14     | Dylan Tavella      | Alle           | [ 5 ]  |
| Crosslink Kiwi Motorsport   | 24     | Kevin Janzen       | Alle           | [ 5 ]  |
| Crosslink Kiwi Motorsport   | 78     | Ryan Yardley       | Alle           | [ 5 ]  |
| Crosslink Kiwi Motorsport   | 91     | Cooper Becklin     | Alle           | [ 5 ]  |
| Future Star Racing          | 25     | Mac Clark          | 1–3, 5–6       | [ 5 ]  |
| Future Star Racing          | 25     | Aaron Jeansonne    | 4              | [ 7 ]  |
| TJ Speed Motorsports        | 27     | Raoul Hyman        | Alle           | [ 5 ]  |
| TJ Speed Motorsports        | 29     | Nick Persing       | Alle           | [ 5 ]  |
| TJ Speed Motorsports        | 77     | Jason Alder        | Alle           | [ 5 ]  |

## Rennkalender
Der Rennkalender wurde am 22. September 2021 veröffentlicht. Es gab sechs Veranstaltungen auf sechs Strecken zu je drei Rennen. Im Vergleich zum Vorjahr flogen Brainerd sowie Braselton raus, neu hinzu kamen Avondale sowie Millville. 
| Nr. | Datum        | Rennstrecke                                         | Sieger        | Zweiter         | Dritter         | Pole-Position | Schnellste Rennrunde |
| --- | ------------ | --------------------------------------------------- | ------------- | --------------- | --------------- | ------------- | -------------------- |
| 01. | 09. April    | NOLA Motorsports Park (Avondale, Louisiana)         | Mac Clark     | Raoul Hyman     | Dylan Tavella   | Raoul Hyman   | Raoul Hyman          |
| 02. | 10. April    | NOLA Motorsports Park (Avondale, Louisiana)         | Raoul Hyman   | Dylan Tavella   | Mac Clark       |               | Raoul Hyman          |
| 03. | 10. April    | NOLA Motorsports Park (Avondale, Louisiana)         | Dylan Tavella | Jason Alder     | Raoul Hyman     |               | Jason Alder          |
| 04. | 21. Mai      | Road America (Elkhart Lake, Wisconsin)              | Raoul Hyman   | Dylan Tavella   | Ryan Yardley    | Raoul Hyman   | Raoul Hyman          |
| 05. | 22. Mai      | Road America (Elkhart Lake, Wisconsin)              | Jason Alder   | Raoul Hyman     | Dylan Tavella   |               | Raoul Hyman          |
| 06. | 22. Mai      | Road America (Elkhart Lake, Wisconsin)              | Raoul Hyman   | Jason Alder     | Nick Persing    |               | Jason Alder          |
| 07. | 25. Juni     | Mid-Ohio Sports Car Course (Lexington, Ohio)        | Raoul Hyman   | Nick Persing    | Jason Alder     | Raoul Hyman   | Raoul Hyman          |
| 08. | 26. Juni     | Mid-Ohio Sports Car Course (Lexington, Ohio)        | Raoul Hyman   | Mac Clark       | Nick Persing    |               | Raoul Hyman          |
| 09. | 26. Juni     | Mid-Ohio Sports Car Course (Lexington, Ohio)        | Raoul Hyman   | Dylan Tavella   | Cooper Becklin  |               | Mac Clark            |
| 10. | 30. Juli     | New Jersey Motorsports Park (Millville, New Jersey) | Raoul Hyman   | Dylan Tavella   | Ryan Yardley    | Raoul Hyman   | Raoul Hyman          |
| 11. | 30. Juli     | New Jersey Motorsports Park (Millville, New Jersey) | Dylan Tavella | Raoul Hyman     | Ryan Yardley    |               | Dylan Tavella        |
| 12. | 31. Juli     | New Jersey Motorsports Park (Millville, New Jersey) | Dylan Tavella | Raoul Hyman     | Aaron Jeansonne |               | Raoul Hyman          |
| 13. | 08. Oktober  | Virginia International Raceway (Alton, Virginia)    | Jason Alder   | Ryan Yardley    | Dylan Tavella   | Raoul Hyman   | Raoul Hyman          |
| 14. | 08. Oktober  | Virginia International Raceway (Alton, Virginia)    | Raoul Hyman   | Jason Alder     | Dylan Tavella   |               | Raoul Hyman          |
| 15. | 09. Oktober  | Virginia International Raceway (Alton, Virginia)    | Raoul Hyman   | Cooper Becklin  | Ryan Yardley    |               | Cooper Becklin       |
| 16. | 03. November | Circuit of The Americas (Austin, Texas)             | Raoul Hyman   | Dylan Tavella   | Ryan Yardley    | Raoul Hyman   | Jason Alder          |
| 17. | 03. November | Circuit of The Americas (Austin, Texas)             | Jason Alder   | Nick Persing    | Dylan Tavella   |               | Raoul Hyman          |
| 18. | 04. November | Circuit of The Americas (Austin, Texas)             | Raoul Hyman   | Oliver Westling | Ryan Yardley    |               | Raoul Hyman          |

## Wertungen

### Punktesystem
Bei jedem Rennen bekamen die ersten zehn des Rennens 25, 18, 15, 12, 10, 8, 6, 4, 2 bzw. 1 Punkt(e). Es gab keine Punkte für die Pole-Position und die schnellste Rennrunde. Für die Teamwertung zählten die beiden bestplatzierten Fahrer.
| Punkteverteilung | Punkteverteilung | Punkteverteilung | Punkteverteilung | Punkteverteilung | Punkteverteilung | Punkteverteilung | Punkteverteilung | Punkteverteilung | Punkteverteilung | Punkteverteilung | Punkteverteilung | Punkteverteilung |
| ---------------- | ---------------- | ---------------- | ---------------- | ---------------- | ---------------- | ---------------- | ---------------- | ---------------- | ---------------- | ---------------- | ---------------- | ---------------- |
| Platz            | 1                | 2                | 3                | 4                | 5                | 6                | 7                | 8                | 9                | 10               | PP               | SR               |
| Punkte           | 25               | 18               | 15               | 12               | 10               | 8                | 6                | 4                | 2                | 1                | –                | –                |

### Fahrerwertung
| Pos. | Fahrer           | NOL | NOL | NOL | ROA | ROA | ROA | MDO | MDO | MDO | NJM | NJM | NJM | VIR | VIR | VIR | COT | COT | COT | Punkte |
| Pos. | Fahrer           | R1  | R2  | R3  | R1  | R2  | R3  | R1  | R2  | R3  | R1  | R2  | R3  | R1  | R2  | R3  | R1  | R2  | R3  | Punkte |
| ---- | ---------------- | --- | --- | --- | --- | --- | --- | --- | --- | --- | --- | --- | --- | --- | --- | --- | --- | --- | --- | ------ |
| 01   | R. Hyman         | 2   | 1   | 3   | 1   | 2   | 1   | 1   | 1   | 1   | 1   | 2   | 2   | 11* | 1   | 1   | 1   | DNF | 1   | 362    |
| 02   | D. Tavella       | 3   | 2   | 1   | 2   | 3   | 4   | 5   | 4   | 2   | 2   | 1   | 1   | 3   | 3   | 10  | 2   | 3   | 7   | 281    |
| 03   | J. Alder         | 5   | NC  | 2   | 4   | 1   | 2   | 3   | 5   | 5   | 8   | 5   | DNF | 1   | 2   | 9   | 5   | 1   | 6   | 220    |
| 04   | R. Yardley       | 6   | 5   | 4   | 3   | DNF | 6   | 4   | 6   | 4   | 3   | 3   | 6   | 2   | 7   | 3   | 3   | 4   | 3   | 204    |
| 05   | N. Persing       | 7   | 4   | 6   | 5   | DNF | 3   | 2   | 3   | 7   | 5   | 4   | 7   | 7   | 4   | 8   | 6   | 2   | 4   | 178    |
| 06   | M. Clark         | 1   | 3   | 5   | 7   | 5   | 8   | 7   | 2   | 6   |     |     |     | 4   | 5   | 4   | 4   | 6   | 8   | 160    |
| 07   | C. Becklin       | NC  | 8   | 10  | 8   | 7   | 7   | 8   | 7   | 3   | 4   | 6   | 4   | 5   | 6   | 2   | 7   | 9   | 5   | 132    |
| 08   | O. Westling      |     |     |     |     |     |     |     |     |     |     |     |     | 8   | 9   | 5   | 8   | 5   | 2   | 48     |
| 09   | N. Christodoulou | 4   | 6   | 9   | DNF | 4   | 5   |     |     |     |     |     |     |     |     |     |     |     |     | 44     |
| 10   | R. Gutiérrez     | 10  | 9   | DNF | 10  | 6   | 9   |     |     |     | 7   | DNF | 8   | 9   | 10  | 6   |     |     |     | 35     |
| 11   | H. Bowlsbey      | DNF | 11  | DNF | DNF | DNS | 11  | 6   | DNS | 8   |     |     |     | 6   | 8   | DNF | 9   | 7   | DNS | 32     |
| 12   | M. Kacic         | 8   | 7   | 7   | 6   | DNF | 10  | 9   | 11  | 9   |     |     |     |     |     |     |     |     |     | 29     |
| 13   | A. Jeansonne     |     |     |     |     |     |     |     |     |     | 6   | 9   | 3   |     |     |     |     |     |     | 25     |
| 14   | A. Kirby         | 9   | 10  | 8   | 9   | 8   | 12  | 10  | 8   | 10  | 10  | 8   | DNF |     |     |     |     |     |     | 24     |
| 15   | A. Ramanan       |     |     |     |     |     |     | DNF | 9   | NC  | 9   | 7   | 5   |     |     |     |     |     |     | 20     |
| 16   | K. Janzen        | 11  | 12  | 11  | 11  | 9   | 13  | 11  | 10  | NC  | 11  | DNF | DNF | 10  | 11  | 7   | 10  | 8   | 9   | 17     |
| Pos. | Fahrer           | R1  | R2  | R3  | R1  | R2  | R3  | R1  | R2  | R3  | R1  | R2  | R3  | R1  | R2  | R3  | R1  | R2  | R3  | Punkte |
| Pos. | Fahrer           | NOL | NOL | NOL | ROA | ROA | ROA | MDO | MDO | MDO | NJM | NJM | NJM | VIR | VIR | VIR | COT | COT | COT | Punkte |

| Legende       | Legende                        | Legende                                                              |
| Farbe         | Abkürzung                      | Bedeutung                                                            |
| ------------- | ------------------------------ | -------------------------------------------------------------------- |
| Gold          | –                              | Sieg                                                                 |
| Silber        | –                              | 2. Platz                                                             |
| Bronze        | –                              | 3. Platz                                                             |
| Grün          | –                              | 4. bis 10. Platz                                                     |
| Hellblau      | –                              | 10. Platz aufwärts (punktberechtigt)                                 |
| Blau          | –                              | Klassifiziert außerhalb der Punkteränge                              |
| Dunkelblau    | –                              | Klassifiziert innerhalb der Punkteränge aber keine Punktberechtigung |
| Violett       | DNF                            | Rennen nicht beendet (did not finish)                                |
| Violett       | NC                             | nicht klassifiziert (not classified)                                 |
| Rot           | DNQ                            | nicht qualifiziert (did not qualify)                                 |
| Rot           | DNPQ                           | in Vorqualifikation gescheitert (did not pre-qualify)                |
| Schwarz       | DSQ                            | disqualifiziert (disqualified)                                       |
| Weiß          | DNS                            | nicht am Start (did not start)                                       |
| Weiß          | WD                             | zurückgezogen (withdrawn)                                            |
| ohne          | PO                             | nur am Training teilgenommen (practiced only)                        |
| ohne          | DNP                            | nicht am Training teilgenommen (did not practice)                    |
| ohne          | INJ                            | verletzt oder krank (injured)                                        |
| ohne          | EX                             | ausgeschlossen (excluded)                                            |
| ohne          | DNA                            | nicht erschienen (did not arrive)                                    |
| ohne          | C                              | Rennen abgesagt (cancelled)                                          |
| ohne          | keine Teilnahme                |                                                                      |
| sonstige      | P/fett                         | Pole-Position                                                        |
| sonstige      | SR/kursiv                      | Schnellste Rennrunde                                                 |
| sonstige      | Q                              | Extrapunkte für Pole-Position                                        |
| sonstige      | X                              | Extrapunkte für gewonnene Positionen                                 |
| sonstige      | *                              | nicht im Ziel, aufgrund der zurückgelegten Distanz aber gewertet     |
| sonstige      | ()                             | Streichresultate                                                     |
| unterstrichen | Führender in der Gesamtwertung |                                                                      |

### Teamwertung
| Pos. | Team                        | NOL | NOL | NOL | ROA | ROA | ROA | MDO | MDO | MDO | NJM | NJM | NJM | VIR | VIR | VIR | COT | COT | COT | Punkte |
| Pos. | Team                        | R1  | R2  | R3  | R1  | R2  | R3  | R1  | R2  | R3  | R1  | R2  | R3  | R1  | R2  | R3  | R1  | R2  | R3  | Punkte |
| ---- | --------------------------- | --- | --- | --- | --- | --- | --- | --- | --- | --- | --- | --- | --- | --- | --- | --- | --- | --- | --- | ------ |
| 01   | TJ Speed Motorsports        | 2   | 1   | 2   | 1   | 1   | 1   | 1   | 1   | 1   | 1   | 2   | 2   | 1   | 1   | 1   | 1   | 1   | 1   | 652    |
| 01   | TJ Speed Motorsports        | 5   | 4   | 3   | 4   | 2   | 2   | 2   | 3   | 5   | 5   | 4   | 7   | 7   | 2   | 8   | 5   | 2   | 4   | 652    |
| 02   | Crosslink Kiwi Motorsport   | 3   | 2   | 1   | 2   | 3   | 4   | 4   | 4   | 2   | 2   | 1   | 1   | 2   | 3   | 2   | 2   | 3   | 3   | 525    |
| 02   | Crosslink Kiwi Motorsport   | 6   | 5   | 4   | 3   | 7   | 6   | 5   | 6   | 3   | 3   | 3   | 4   | 3   | 6   | 3   | 3   | 4   | 5   | 525    |
| 03   | Future Star Racing          | 1   | 3   | 5   | 7   | 5   | 8   | 7   | 2   | 6   | 6   | 9   | 3   | 4   | 5   | 4   | 4   | 6   | 8   | 186    |
| 03   | Future Star Racing          | 000 | 000 | 000 | 000 | 000 | 000 | 000 | 000 | 000 | 000 | 000 | 000 | 000 | 000 | 000 | 000 | 000 | 000 | 186    |
| 04   | Velocity Racing Development | 4   | 6   | 9   | 10  | 4   | 5   |     |     |     | 7   | DNF | 8   | 9   | 10  | 6   |     |     |     | 83     |
| 04   | Velocity Racing Development | 10  | 9   | DNF | DNF | 6   | 9   |     |     |     |     |     |     |     |     |     |     |     |     | 83     |
| 05   | Doran-Kroll Racing          | 8   | 7   | 7   | 6   | 8   | 10  | 9   | 8   | 9   | 9   | 7   | 5   |     |     |     |     |     |     | 77     |
| 05   | Doran-Kroll Racing          | 9   | 10  | 8   | 9   | DNF | 12  | 10  | 9   | 10  | 10  | 8   | DNF |     |     |     |     |     |     | 77     |
| 06   | Jensen Global Advisors      |     |     |     |     |     |     |     |     |     |     |     |     | 8   | 9   | 5   | 8   | 5   | 2   | 48     |
| 06   | Jensen Global Advisors      | 000 | 000 | 000 | 000 | 000 | 000 | 000 | 000 | 000 | 000 | 000 | 000 | 000 | 000 | 000 | 000 | 000 | 000 | 48     |
| 07   | IGY6 Motorsports            | DNF | 11  | DNF | DNF | DNS | 11  | 6   | DNS | 8   |     |     |     | 6   | 8   | DNF | 9   | 7   | DNS | 33     |
| 07   | IGY6 Motorsports            | 000 | 000 | 000 | 000 | 000 | 000 | 000 | 000 | 000 | 000 | 000 | 000 | 000 | 000 | 000 | 000 | 000 | 000 | 33     |
| Pos. | Team                        | R1  | R2  | R3  | R1  | R2  | R3  | R1  | R2  | R3  | R1  | R2  | R3  | R1  | R2  | R3  | R1  | R2  | R3  | Punkte |
| Pos. | Team                        | NOL | NOL | NOL | ROA | ROA | ROA | MDO | MDO | MDO | NJM | NJM | NJM | VIR | VIR | VIR | COT | COT | COT | Punkte |

| Legende       | Legende                        | Legende                                                              |
| Farbe         | Abkürzung                      | Bedeutung                                                            |
| ------------- | ------------------------------ | -------------------------------------------------------------------- |
| Gold          | –                              | Sieg                                                                 |
| Silber        | –                              | 2. Platz                                                             |
| Bronze        | –                              | 3. Platz                                                             |
| Grün          | –                              | 4. bis 10. Platz                                                     |
| Hellblau      | –                              | 10. Platz aufwärts (punktberechtigt)                                 |
| Blau          | –                              | Klassifiziert außerhalb der Punkteränge                              |
| Dunkelblau    | –                              | Klassifiziert innerhalb der Punkteränge aber keine Punktberechtigung |
| Violett       | DNF                            | Rennen nicht beendet (did not finish)                                |
| Violett       | NC                             | nicht klassifiziert (not classified)                                 |
| Rot           | DNQ                            | nicht qualifiziert (did not qualify)                                 |
| Rot           | DNPQ                           | in Vorqualifikation gescheitert (did not pre-qualify)                |
| Schwarz       | DSQ                            | disqualifiziert (disqualified)                                       |
| Weiß          | DNS                            | nicht am Start (did not start)                                       |
| Weiß          | WD                             | zurückgezogen (withdrawn)                                            |
| ohne          | PO                             | nur am Training teilgenommen (practiced only)                        |
| ohne          | DNP                            | nicht am Training teilgenommen (did not practice)                    |
| ohne          | INJ                            | verletzt oder krank (injured)                                        |
| ohne          | EX                             | ausgeschlossen (excluded)                                            |
| ohne          | DNA                            | nicht erschienen (did not arrive)                                    |
| ohne          | C                              | Rennen abgesagt (cancelled)                                          |
| ohne          | keine Teilnahme                |                                                                      |
| sonstige      | P/fett                         | Pole-Position                                                        |
| sonstige      | SR/kursiv                      | Schnellste Rennrunde                                                 |
| sonstige      | Q                              | Extrapunkte für Pole-Position                                        |
| sonstige      | X                              | Extrapunkte für gewonnene Positionen                                 |
| sonstige      | *                              | nicht im Ziel, aufgrund der zurückgelegten Distanz aber gewertet     |
| sonstige      | ()                             | Streichresultate                                                     |
| unterstrichen | Führender in der Gesamtwertung |                                                                      |